# Edna Woolman Chase
Edna Woolman Chase z d. Allaway (ur. 14 marca 1877 w Asbury Park, New Jersey, zm. 21 marca 1957 w Sarasota, Floryda) – Amerykanka, pełniąca funkcję redaktor naczelnej magazynu Vogue w latach 1914-1952.

## Życiorys
Urodziła się 14 marca 1877 r. w Asbury Park w stanie New Jersey. Jej rodzice Franklyn Allaway i Laura Woolman rozwiedli się niedługo po narodzinach dziecka. Opiekę nad córką sprawowali rodzice matki, którzy należeli do społeczności kwakrów. Kiedy Chase osiągnęła wiek nastoletni przeprowadziła się wraz z matką do Nowego Jorku.
W 1904 r. poślubiła Francisa Chase'a. Rok później narodziła się córka pary Ilka Chase. Małżeństwo rozpadło się kilka lat później. Drugiego męża – angielskiego inżyniera Richarda Newtona – poślubiła w 1921 r., z którym była aż do jego śmierci w 1950 r.
Edna Chase zmarła w wieku 80 lat w szpitalu w Sarasocie w stanie Floryda. Powodem śmierci był zawał.

## Kariera zawodowa
Pierwszą pracę Chase podjęła niedługo po przeprowadzce do Nowego Jorku. W wieku osiemnastu lat zajmowała się adresowaniem kopert w biurze Vogue. Praca ta na zawsze związała ją z redakcją magazynu. W ciągu kilku lat zaczęła awansować na coraz wyższe stanowiska i przydzielano jej coraz bardziej odpowiedzialne funkcje. Pomagała między innymi w opracowywaniu szaty graficznej i rozkładówki magazynu.
W 1906 r. Vogue został przejęty przez Condé Montrose Nasta, zastępując tym samym zmarłego założyciela Arthura Baldwina Turnera. Nowy wydawca dostrzegał potencjał tkwiący w Chase, dlatego też po odejściu na emeryturę poprzedniej redaktor naczelnej Marie Harrison, zaproponował jej stanowisko Ednie Chase. Kobieta piastowała je do swojego odejścia na emeryturę w 1952 r.
Jako redaktor naczelna Vogue miała spory wkład w rozwój samego magazynu oraz historii mody. W roku, kiedy objęła stanowisko zorganizowała pierwszy pokaz mody, który odbył się pomimo wybuchu I wojny światowej. Chase słysząc, że ubrania prezentowane na łamach magazynu nie mogą dotrzeć w wyniku działań wojennych z Paryża, zaangażowała krawcowe z Nowego Jorku. 
W 1928 r. założyła Fashion Group International, którego celem była promocja amerykańskiej mody. Organizacja działa do dziś.